# John Calhoun Sheppard
John Calhoun Sheppard, född 5 juli 1850 i Edgefield District i South Carolina, död 7 oktober 1931, var en amerikansk demokratisk politiker. Han var South Carolinas viceguvernör 1882–1886 och därefter guvernör från juli till november 1886.
Sheppard studerade juridik och inledde 1871 sin karriär som advokat i South Carolina. Han var talman i South Carolinas representanthus 1877–1882 och tillträdde därefter som delstatens viceguvernör.
Guvernör Hugh Smith Thompson avgick 1886 och efterträddes av Sheppard. Han efterträddes senare samma år i guvernörsämbetet av John Peter Richardson III.
År 1925 blev Sheppard hedersdoktor vid Furman University. År 1931 avled han 81 år gammal.